# Gusztáv, a vámszedő
A Gusztáv, a vámszedő a Gusztáv című rajzfilmsorozat harmadik évadának ötödik epizódja.

## Rövid tartalom
Gusztáv a saját kárán tanulja meg, hova vezet a harácsolás.

## Alkotók
- Rendezte: Nepp József
- Forgatókönyvíró: Dargay Attila, Jankovics Marcell, Nepp József
- Zenéjét szerezte: Deák Tamás
- Operatőr: Nagy Csaba
- Hangmérnök: Horváth Domonkos
- Vágó: Czipauer János
- Tervezte: Vásárhelyi Magda
- Színes technika: Dobrányi Géza, Kun Irén
- Gyártásvezető: Bártfai Miklós

Készítette a Pannónia Filmstúdió.